# استرلنا
استرلنا یک مسکونی شهری در منطقه پتروودورتسوی شهر فدرال سانت پترزبورگ روسیه است، تقریباً در نیمه راه بین سنت پترزیبورگ و پیترگوف و به ساحل خلیج فنلاند می‌رسد. جمعیت: ۱۲٬۴۵۲ (تعداد مردم سال ۲۰۱۰) ۱۲٬۷۵۱ (تعداد جمعیت سال ۲۰۰۲)

## تاریخچه
استرلنا اولین بار در نقشه‌برداری کاداستر وودسکایا پیاتینا در سال ۱۵۰۰، به عنوان روستای استرلنا در ساحل دریای رتسه استرلنه در حیاط کلیسای شهرستان کیپن کوپورسکی ذکر شده است. پس از پیمان استولبوو، این سرزمین‌ها بخشی از سوئد بودند و در سال ۱۶۳۰، استرلنا به عنوان املاک بارونیال سیاستمدار سوئدی، یوهان اسکایت، ظاهر شد.

## کاخ پتر کبیر
در سال ۱۷۱۸، یک کاخ چوبی موقت در استرلنا ساخته شد. این کاخ توسط خانواده سلطنتی روسیه به عنوان نوعی شکارگاه مورد استفاده قرار می‌گرفت و تا به امروز نیز حفظ شده است. سنگ بنای آن در ژوئن ۱۷۲۰ گذاشته شد، اما سال بعد مشخص شد که این مکان برای نصب فواره‌ها مناسب نیست، بنابراین پیتر تصمیم گرفت توجه خود را بر روی پترهوف در همان نزدیکی متمرکز کند. معمار ایتالیایی، نیکولا میچتی، استرلنا را ترک کرد و تمام کارها به حالت تعلیق درآمد.

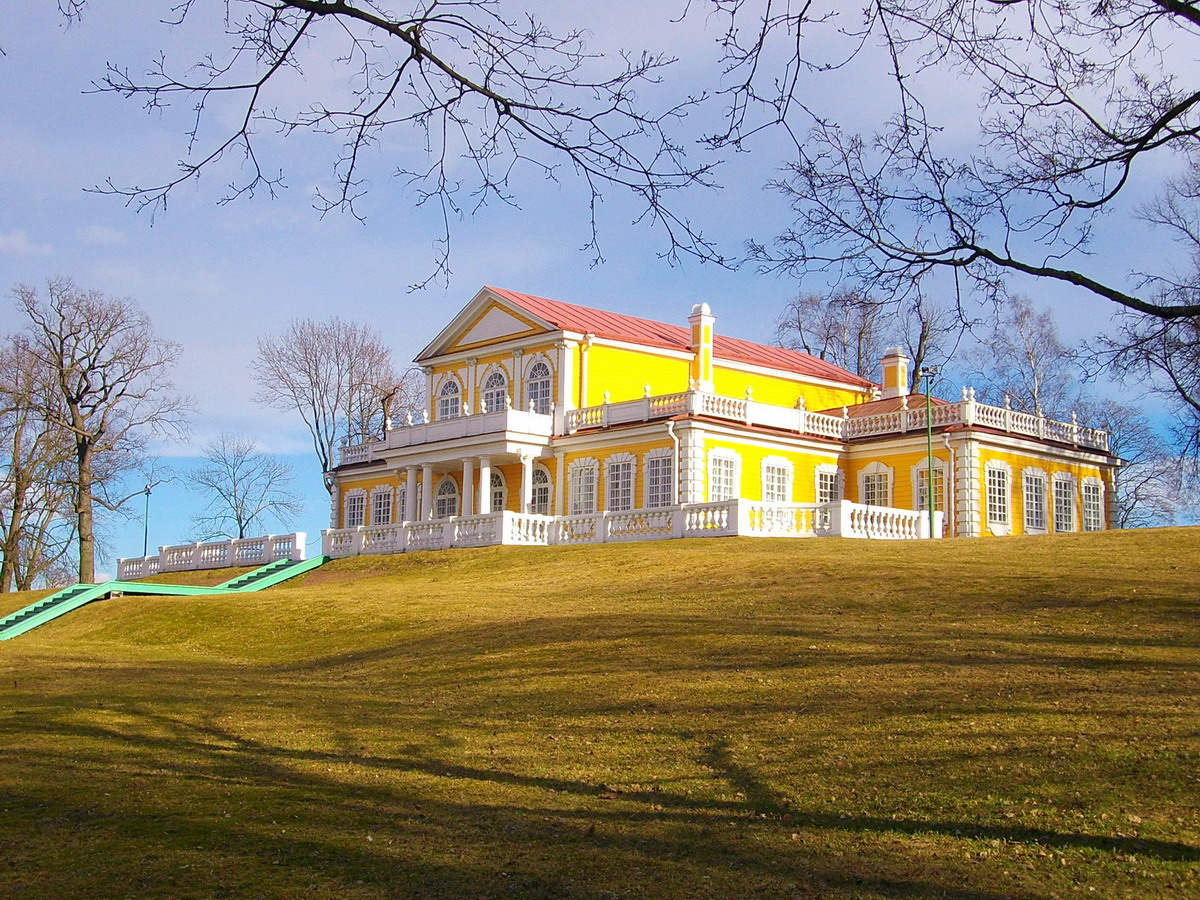
کاخ پتر کبیر

الیزابت، دختر پتر، پس از به تخت نشستن در سال ۱۷۴۱، قصد داشت پروژه پدرش را تکمیل کند. از معمار مورد علاقه‌اش، بارتولومئو راسترلی، خواسته شد تا طرح میچتی را گسترش داده و بزرگ‌نمایی کند. اما توجه راسترلی خیلی زود به کاخ‌های دیگر، در پترهوف و تزارسکویه سلو، معطوف شد، بنابراین کاخ استرلنا تا پایان قرن ناتمام ماند.

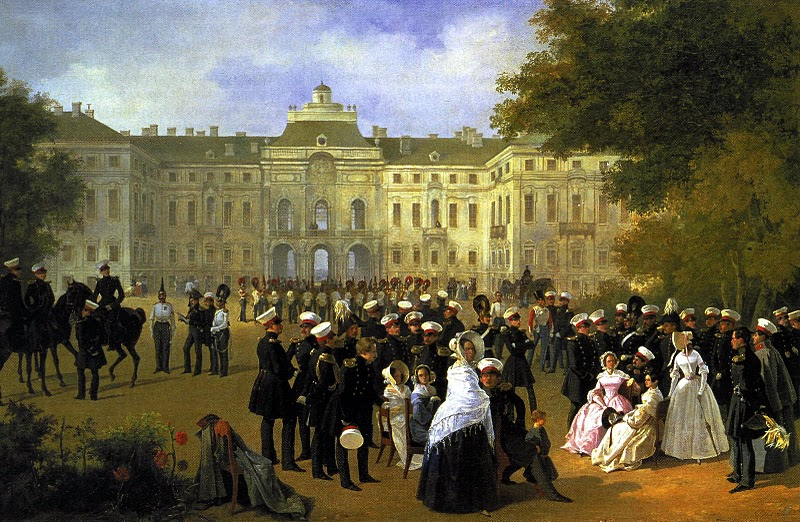
پذیرایی از گارد لیب در کاخ کنستانتین. یک نقاشی قرن نوزدهمی.

## خانه خانوادگی شاخه کنستانتینوویچی رومانوف‌ها
در سال ۱۷۹۷، استرلنا به گراند دوک کنستانتین پاولوویچ (پسر دوم پاول اول) و همسرش گراند دوشس آنا فئودوروونا (عمه ملکه ویکتوریا) اعطا شد. با وجود آتش‌سوزی بزرگی در سال ۱۸۰۳، کاخ کنستانتین تا سال ۱۸۰۷ تکمیل شد. پس از مرگ کنستانتین، کاخ به برادرزاده‌اش رسید و شاخه کنستانتینوویچی از سلسله رومانوف مالکیت آن را تا زمان انقلاب حفظ کرد.

## فراز و نشیب‌های قرن بیستم و بیست و یکم

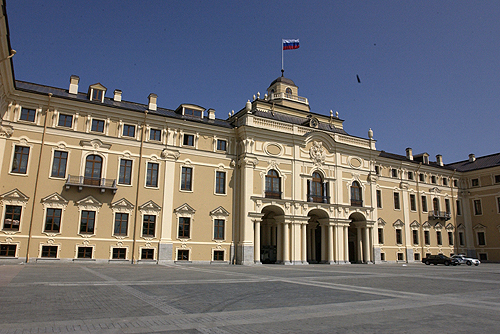
کاخ کنستانتین پس از بازسازی در سیصدمین سالگرد سنت پترزبورگ

پس از سال ۱۹۱۷، کاخ رو به ویرانی گذاشت: به یک کمون کودکان کار و سپس به یک مدرسه راهنمایی تحویل داده شد. برای مدتی در طول جنگ جهانی دوم، آلمانی‌ها استرلنا را اشغال کردند و در آنجا پایگاه دریایی داشتند. برخی از افراد ناوگان دسیما و قایق‌های تهاجمی از ایتالیا آورده شده و به همراه قایق‌های ارتش آلمان در استرلنا مستقر شدند. حمله به استرلنا: کماندوهای شوروی در ۵ اکتبر ۱۹۴۳ به آن پایگاه حمله کرده و ۲ قایق ارتش آلمان را نابود کردند
پس از ویرانی‌های اشغال آلمان، تنها دیوارهای کاخ پابرجا ماندند؛ تمام تزئینات داخلی از بین رفته بود. تا سال ۲۰۰۱ که ولادیمیر پوتین دستور داد کاخ به اقامتگاه ریاست جمهوری سن پترزبورگ تبدیل شود، هیچ مرمت مؤثری انجام نشده بود.

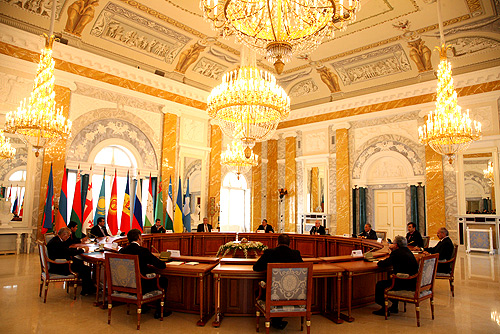
فضای داخلی نئوکلاسیک بازسازی‌شده، محل برگزاری اجلاس کشورهای مستقل مشترک‌المنافع، ژوئن ۲۰۰۸

در آماده‌سازی برای جشن سیصدمین سالگرد تأسیس سن پترزبورگ، دولت روسیه تصمیم گرفت کاخ و محوطه آن را به عنوان مرکز کنفرانس دولتی و اقامتگاه ریاست جمهوری بازسازی کند. پیمانکار عمومی بازسازی، کنسرسیوم "شانزدهمین تراست و شرکاً بود. شرکت ساختمانی گروه ستل به ریاست ماکسیم شوبارف نیز در کارهای نوسازی شرکت داشت.

کاخ کنستانتین بازسازی‌شده در طول جشن‌های سیصدمین سالگرد سن پترزبورگ در سال ۲۰۰۳ میزبان بیش از ۵۰ نفر از سران کشورها بود. سه سال بعد، در ۱۵ تا ۱۷ ژوئیه ۲۰۰۶، میزبان سی و دومین اجلاس جی ۸ بود. در طول این اجلاس‌ها، رهبران جهان در ۱۸ کلبه مجلل در کنار دریا اقامت داشتند. هر یک از کلبه‌ها به نام یک شهر تاریخی روسیه نامگذاری شده است. اصطبل‌های اوایل قرن نوزدهم به یک هتل چهار ستاره برای سایر بازدیدکنندگان بازسازی شدند. اجلاس ۲۰۱۳ گروه ۲۰ سن پترزبورگ در ۵ تا ۶ سپتامبر ۲۰۱۳ در این کاخ برگزار شد این کاخ همچنین قرعه‌کشی مقدماتی جام جهانی فوتبال ۲۰۱۸ را که در روسیه برگزار شد، برگزار کرد. این کاخ در سال ۲۰۲۱ میزبان عروسی سلطنتی بین دوک بزرگ جورج رومانوف و ویکتوریا بتارینی بود که این اولین عروسی سلطنتی بود که در بیش از صد سال در این کشور برگزار می‌شد.

## سایر بناهای تاریخی

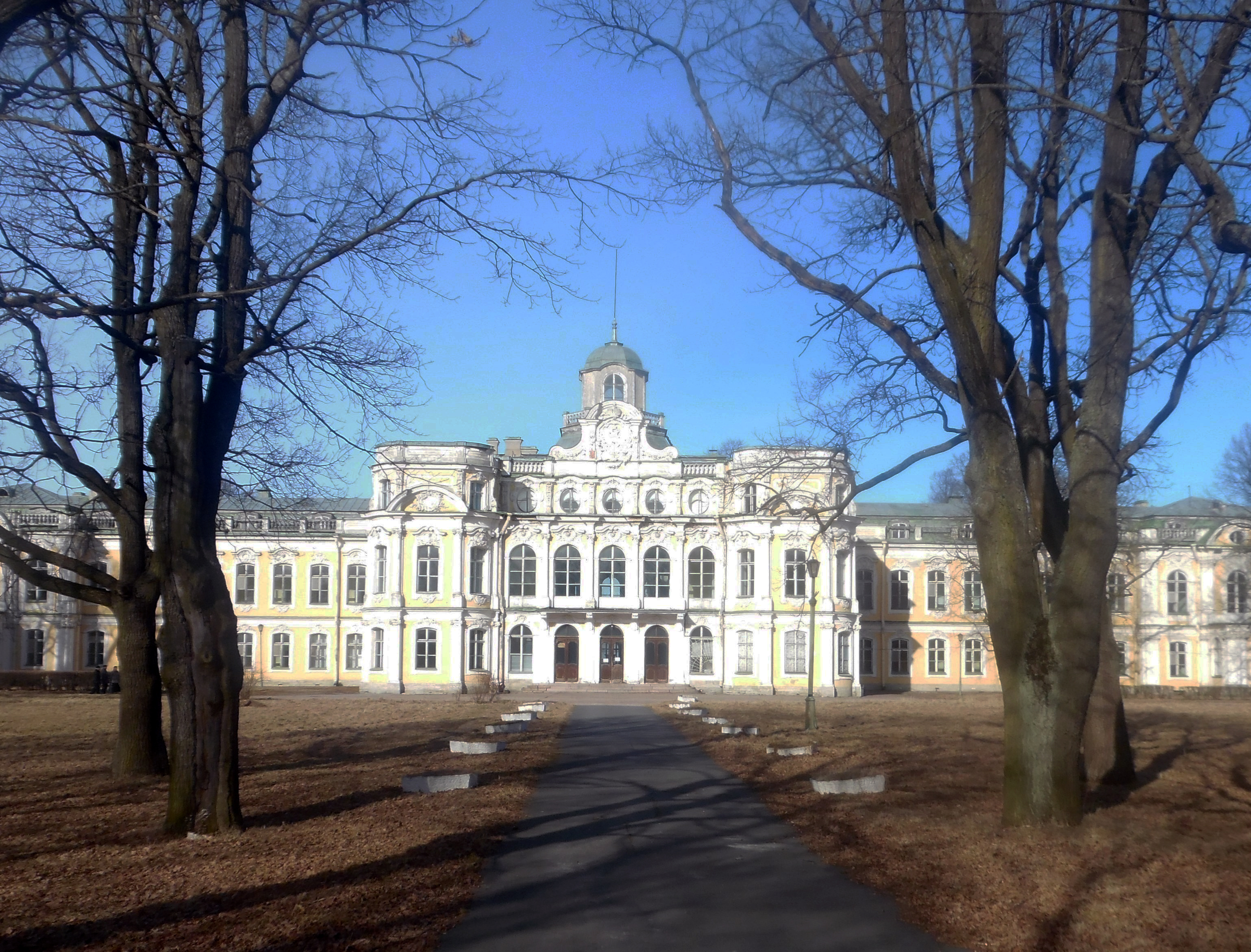
زنامنکا، مارس ۲۰۱۵

چندین اقامتگاه دیگر رومانوف‌ها را می‌توان در مجاورت کاخ کنستانتین مشاهده کرد. کاخ باروک زامنکا، که احتمالاً در دهه‌های ۱۷۷۰–۱۷۶۰ توسط راسترلی طراحی شده است، در سال ۱۸۳۵ توسط نیکلاس اول برای همسرش ماریا الکساندرونا خریداری شد و قبلاً خانه‌ای برای شاخه نیکولاویچی رومانوف‌ها بود.

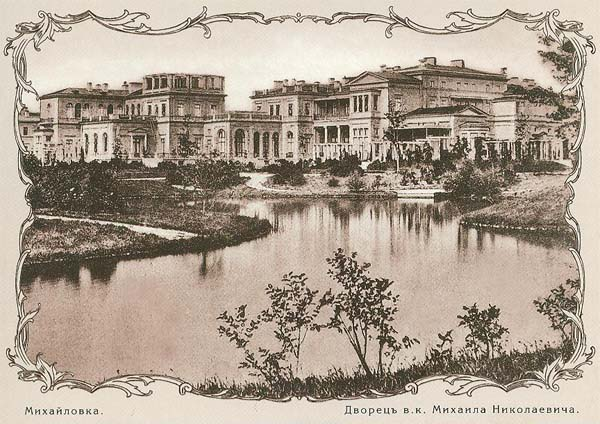
میخائیلوفکا حدود ۱۹۱۰

ملک و کاخ نئوکلاسیک میخائیلوفکا از سال ۱۸۳۴ به دوک بزرگ میخائیل نیکولاویچ و شاخه میخائیلوویچ از خانواده تعلق داشت. ساختمان‌هایی که در سال ۱۸۵۰ توسط آندری استاکنشنایدر و بین سال‌های ۱۸۵۸ تا ۱۸۶۱ توسط جوزف ایوسیفوویچ شارلمانی و هارالد فون بوس طراحی شده بودند، در حال حاضر عمدتاً مخروبه و تقریباً ویران هستند. در سال ۲۰۰۶، دانشگاه ایالتی سن پترزبورگ قصد داشت این منطقه را برای یک پردیس بین سال‌های ۲۰۰۶ تا ۲۰۰۹ بازسازی کند.
از دیگر بناهای دیدنی در استرلنا می‌توان به خانهٔ ییلاقی ساحلی ماتیلده کشسینسکا در نزدیکی کاخ کنستانتین (که در اواخر دهه ۱۹۵۰ تخریب شد) و صومعه دریایی ویران شده سنت سرگیوس، با کلیساهای متعدد ساخته لوئیجی روسکا، اشاره کرد. این صومعه به عنوان محل دفن برادران زوبوف و دیگر اشراف روس شناخته می‌شود. الکساندر گورچاکوف، وزیر امور خارجه امپراتوری، در سال ۱۸۸۳ در اینجا به خاک سپرده شد. 
کاخ کنستانتین، صومعه تثلیث، میخائیلوفکا و زنامنکا بخش‌هایی از میراث جهانی سن پترزبورگ و گروه‌های مرتبط با بناهای تاریخی هستند.